# غويندولين باتلر
غويندولين باتلر (بالإنجليزية: Gwendoline Butler)‏ (19 أغسطس 1922، لندن في المملكة المتحدة - 5 يناير 2013، برمنغهام في المملكة المتحدة)؛ كاتِبة وروائية بريطانية.